# Campylacantha lamprotata
Campylacantha lamprotata är en insektsart som beskrevs av Rehn, J.A.G. och Morgan Hebard 1909. Campylacantha lamprotata ingår i släktet Campylacantha och familjen gräshoppor. Inga underarter finns listade i Catalogue of Life.